# Rufius Achilius Maecius Placidus
Rufius Achilius Maecius Placidus war ein spätantiker römischer Politiker in der zweiten Hälfte des 5. Jahrhunderts n. Chr.
Placidus trug den Titel vir clarissimus und besaß einen reservierten Sitz im Kolosseum. Im Jahr 481, unter der Herrschaft Odoakers, wurde Placidus zum Konsul ernannt. Er war in diesem Jahr alleiniger Konsul (consul sine collega).
Placidus’ Sohn war Petronius Probinus, Konsul 489, sein Enkel Rufius Petronius Nicomachus Cethegus, Konsul 504.